# Kajetan Frankowski
Kajetan Frankowski herbu Prus I (ur. ok. 1765 roku) – major w powstaniu kościuszkowskim, kapitan sztabowy Gwardii Konnej Koronnej w 1792 roku.
Sformował i dowodził  szwadronem milicji konnej lubelskiej.